# Stefan Thor (biolog)
Stefan Thor, född 1964 i Uppsala, är en svensk professor i utvecklingsbiologi vid Universitetet i Queensland.

## Biografi
Thor är uppvuxen i Gällö i Jämtland. Han avlade kandidatexamen i biologi 1988 och därefter doktorsexamen i molekylärbiologi/mikrobiologi vid Umeå universitet 1994 på en avhandling om undergrupper av proteiner i vissa nervceller och endokrina celler, handledare var Thomas Edlund. De närmaste tio åren efter doktorsexamen var han verksam i USA, först i fem år som gästforskare vid Salk Institute, La Jolla och sedan i ytterligare fem år som forskare (assistant professor) med egen forskargrupp vid avdelningen för neurobiologi, Harvard Medical School, Boston. Mellan 2004 och 2019 var han professor i biologi, särskilt utvecklingsbiologi och molekylär genetik, vid Linköpings universitet. År 2019 utnämndes han till professor i utvecklingsbiologi vid Universitetet i Queensland.
Thors forskning har inriktats på att förstå hur nervsystemet bildas under embryonalutvecklingen, det vill säga den tidiga utvecklingen från befruktad äggcell. Forskningen har använt bananflugor som modellorganism men kan i förlängningen få betydelse för diagnos och behandling av neurologiska sjukdomar hos människan.
Han är medförfattare till över 100 forskningsartiklar som har citerats totalt över 6 000 gånger med ett h-index (2021) på 37.

## Utmärkelser
- 2008 - Göran Gustafssonpriset i molekylär biologi.[6][7]
- 2008 - Eric K. Fernströms pris till unga forskare.[8]
- 2013 - Invald i Kungliga Vetenskapsakademien med nummer 1653, i Klassen för medicinska vetenskaper[9]